# Benzoat de potasiu
Benzoatul de potasiu (E212) este sarea de potasiu a acidului benzoic și are formula chimică C6H5-COOK. Este utilizat pe post de conservant alimentar.